# South Devon
La south devon est une race bovine britannique.

## Origine
Elle appartient au rameau sans cornes. Elle est originaire du comté de Devon au sud-ouest de l'Angleterre. Elle provient du croisement de bétail local avec celui apporté par les Normands. La race actuelle existe depuis 400 ans et le livre généalogique a été ouvert en  1886. Ses qualités bouchères lui ont fait traverser les océans pour être présente en Amérique comme en Australie. Son effectif n'a pas été touché par l'épizootie de l'ESB, aucun individu de la race n'ayant été contaminé.

## Morphologie
Elle porte une robe unie rouge. Les muqueuses sont claires (chair) et les cornes sont courtes ou absentes. 
Elle pèse autour de 700 kg. Sa silhouette est massive avec une poitrine ample et large sur des pattes relativement courtes. 

## Aptitudes

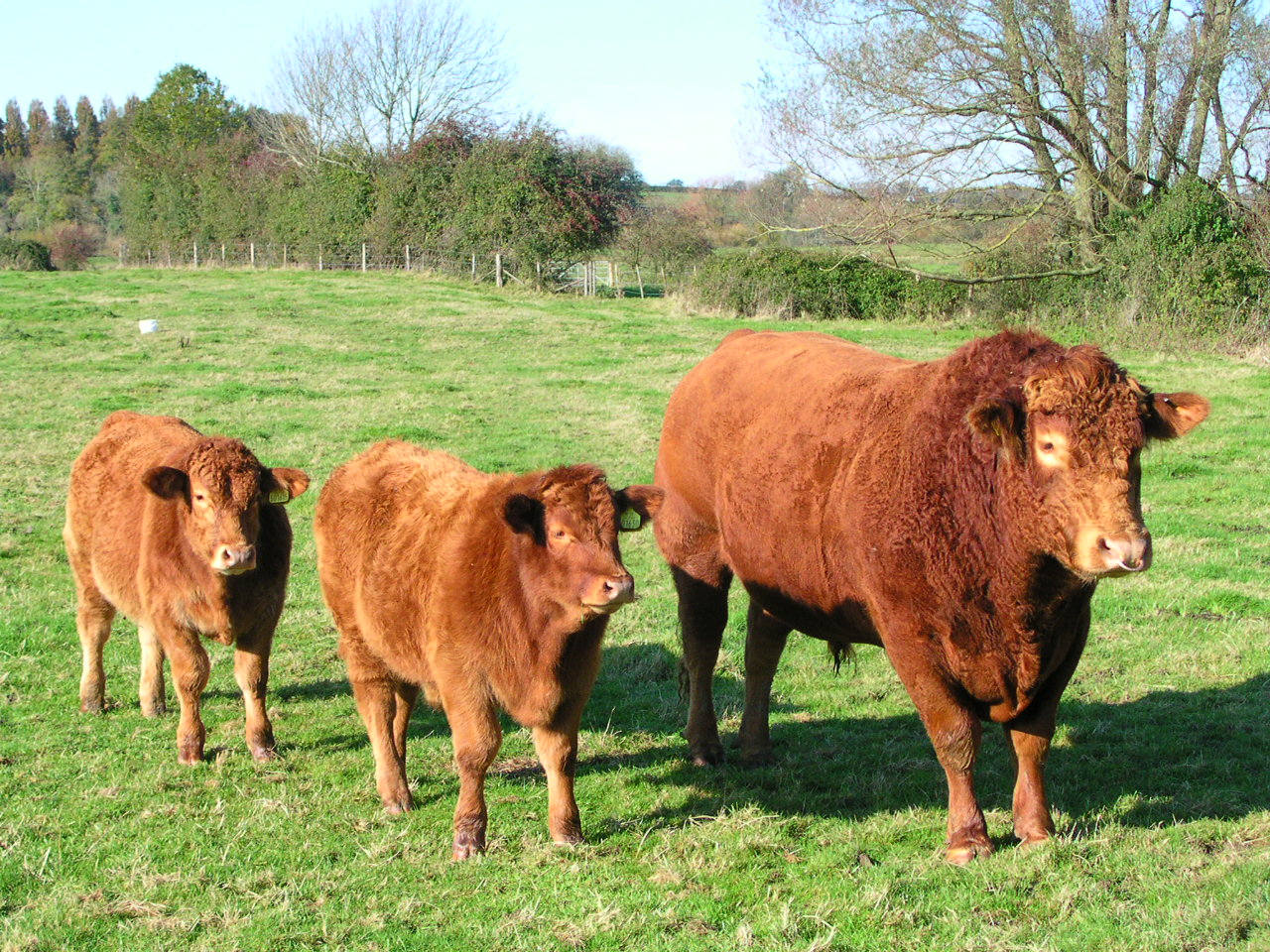
Male adulte et deux veaux.

C'est une race bouchère qui a été traite jusqu'au lendemain de la Seconde Guerre mondiale. Sa capacité laitière n'est aujourd'hui utilisée que pour la croissance des veaux. La qualité gustative de sa viande persillée est reconnue et la conformation de sa carcasse musclée à ossature fine est recherchée. 
La découverte de son adaptation aux régions subtropicales a contribué à son extension récente et s'ajoute à ses qualités anciennes de fertilité, vêlage facile, bonnes qualités maternelles et de longévité, efficaces transformatrice d'herbe ou docilité.